# 三国戦紀
『三国戦紀』（さんごくせんき）とは、1999年に台湾のIGS社から発売された業務用のベルトスクロールアクションゲーム。三国志を題材としている。最大4人プレイが可能。

## シリーズ作品
1999年
三国戦紀
三国戦紀スーパーヒーローズ
2000年
三国戦紀2
2001年
三国戦紀2 武将争覇
2003年
新、三国戦紀、七星転生（サミーとの共同開発）
2008年
三国戦紀2 乱世英雄
2011年
三国戦紀3
2015年
三国戦紀(PS4)